# Новопсков — Шебелинка (газопровід)
Новопсков – Шебелинка – газопровід, який продовжив газотранспортну магістраль Уренгой – Новопсков до газового хабу у Шебелинці. 
У 1980 – 1983 роках до Новопскову на трасі газотранспортного коридору Північний Кавказ – Центр вивели багатонитковий трубопровід Уренгой – Петровськ – Новопсков, що транспортував продукцію унікального Уренгойського родовища. Одним із напрямів подальшого перекачування ресурсу визначили газовий хаб, створений раніше на базі Шебелинського родовища, яке вже знаходилось на етапі падіння видобутку. Як наслідок, у 1983-му ввели в експлуатацію ділянку Новопсков – Шебелинка, виконану в діаметрі 1200 мм (для підводного переходу через Червонооскольське водосховище проклали дві нитки по 1200 мм). Обраний для трубопроводу маршрут збігався із трасою газопроводу «Союз».  
Для забезпечення експлуатації об`єкта спорудили компресорні потужності:
- на КС Борова (запущена кількома роками раніше для газопроводу «Союз») – цех №2 (введений в експлуатацію у 1984 р.);
- у кінцевій точці маршруту на КС Шебелинка – цех №3 з газоперекачувальними агрегатами ГПА-Ц-6,3 з двигунами НК-12СТ. У 2003 році проведена модернізацію цеху №3 Шебелинської КС із заміною двигунів НК-12СТ на Д-336 виробництва АТ «Мотор Січ».

До газопроводу Новопсков – Шебелинка під`єднане Краснопопівське підземне сховище газу.
У 2016 році для оптимізації потоків у газотранспортній системі України в умовах скорочення транзиту та споживання газопровід Новопсков – Шебелинка був переведений на реверсну схему роботи. Тепер газ подається з Червонодонецької дотискувальної компресорної станції у зворотному напрямку, із закачуванням в міжопалювальний період до Краснопопівського ПСГ. Це зокрема дало змогу збільшити видобуток газу по Хрестищенсько-Єфремівській групі родовищ на 15% (завдяки більш низькому тиску у реверсній схемі).